# Carl Piper
Carl Piper est une personnalité politique suédoise née le 29 juillet 1647 à Stockholm et mort le 29 mai 1716 à Nöteborg (aujourd'hui Chlisselbourg). Il est l'un des plus proches conseillers des rois Charles XI et Charles XII.

## Biographie
Après avoir étudié à l'université d'Uppsala, Carl Piper embrasse une carrière de fonctionnaire dans l'administration royale. Il se distingue comme un serviteur zélé de la couronne durant la campagne de réductions entreprise par Charles XI, mais il s'attire également la haine de la noblesse suédoise dépossédée. À son avènement, en 1697, Charles XII lui accorde un titre de baron et le fait entrer au conseil royal.
Durant la Grande guerre du Nord, Carl Piper est responsable de la chancellerie royale chargé des négociations avec la Pologne et la Saxe qui aboutissent aux traités de Varsovie (1705) et d'Altranstädt (1706). Il accompagne le roi dans sa campagne en Russie qui aboutit à la défaite de Poltava, en 1709, après laquelle il est fait prisonnier par les Russes. Durant sa captivité, il s'efforce d'œuvrer en faveur des autres prisonniers de guerre suédois en Russie. Il meurt en captivité à la forteresse de Nöteborg en 1716, cinq ans avant la conclusion du traité de Nystad entre la Suède et la Russie.
Carl Piper est le premier membre anobli de la famille Piper. Son épouse, Christina Törne (en), joue un rôle politique important à ses côtés tout en faisant fructifier les domaines familiaux. Ils ont huit enfants, dont un seul fils, Carl Fredrik Piper.